# Walter Bacher
Walter Bacher (né le 30 juin 1893 à Halle-sur-Saale, mort après le 29 septembre 1944 à Auschwitz) est un résistant allemand au nazisme.

## Biographie
Walter Bacher a des parents d'origine juive et reçoit un baptême protestant. Il est néanmoins membre d'associations juives.
En 1911, Walter Bacher réussit l'examen d'entrée au gymnasium de Halle puis étudie le latin, le grec, l'histoire et l'archéologie dans les universités de Halle et de Fribourg.
De 1914 à 1918, il participe à la Première Guerre mondiale en tant que volontaire, se bat sur le front français et est blessé. Après la fin de la guerre, il poursuit ses études. Il obtient son doctorat en 1919 avec une thèse sur De Pausaniae studiis Homericis. De 1919 à 1927, il est professeur dans des gymnasiums de Mersebourg et de Berlin et travaille temporairement comme précepteur privé.
Il devient secrétaire des jeunes de l'Allgemeiner freier Angestelltenbund et membre du SPD. Il est impliqué notamment dans la Jeunesse ouvrière socialiste (de) et dans le mouvement social-démocrate Volksheim-Bewegung.
En 1927, il obtient un emploi permanent dans une école secondaire pour filles, la Klosterschule à Hambourg. Il y enseigne le latin, le grec, l'allemand et l'histoire. À son initiative, une section de langues anciennes est créée. Le 2 juillet 1929, il épouse sa collègue Clara Haurwitz.
En 1933, il est renvoyé de la fonction publique. Il participe à la résistance social-démocrate à Hambourg et est en contact avec un groupe de résistance qui écrit des tracts antifascistes et permet aux personnes à risque de fuir vers le Danemark. Il refuse d'émigrer et les efforts ultérieurs pour sortir d'Allemagne échoueront. Afin de continuer à avoir la possibilité d'enseigner dans le sens antifasciste, il travaille à partir de 1935 comme assistant temporaire à la Talmud-Tora-Schule à Hambourg. En 1935, il rejoint la communauté juive de Hambourg. En 1938, il obtient un poste permanent. Au début de l'été 1942, Bacher et sa famille doivent déménager dans une "maison juive" et le 19 juillet 1942, ils sont déportés dans le ghetto de Theresienstadt. De là, le 29 septembre 1944, ils sont transportés au centre d'extermination d'Auschwitz-Birkenau.